# Kopce darniowe
Kopce darniowe (thufura) – szczególna forma ukształtowania powierzchni gruntu, jedna z odmian gruntów wzorzystych niesortowalnych należąca do gruntów strukturalnych.
Połacie gruntu z siecią niskich pagórków z kamieni o średnicy do 2 m i wysokości od 20 do 50 cm, rozdzielonych obniżeniami i bruzdami. Bruzdy pomiędzy pagórkami utrzymywane są i przekształcane przez erozję wodną i sufozję. Główną rolę w rozwoju kopców darniowych odgrywa pęcznienie mrozowe materiału jednorodnego, drobnoziarnistego.
Kopce powstają w wyniku procesów mrozowych w trakcie wielokrotnego zamarzania i odmarzania gruntu, zmiany temperatury i związane z nimi przemiany fazowe wody w lód i odwrotnie, powodują zmiany objętościowe gruntu (pęcznienie), powodujące przekształcenie struktury gruntu. Efektem pęcznienia gruntu pod wpływem zamarzania jest wysadzanie kamieni na powierzchnię (wymarzanie) i sortowanie. Proces zachodzi w gruntach o zróżnicowanej wielkości ziaren mineralnych i polega na wypchaniu większych fragmentów skalnych na powierzchnię. Powstają regularne układy przestrzenne powierzchni gruntu nazywane gruntami strukturalnymi lub gruntami wzorzystymi, w których widoczna jest oddzielenie fragmentów grubszych od drobniejszych.
W Polsce Kopce darniowe spotkać można w wyższych partiach Karkonoszy, Beskidów i Tatr.  

## Literatura
- P. Migoń,  Geomorfologia, Wyd. PWN, Warszawa 2006r.,ISBN 8301148128
- M. Dąbski, Geneza sortowanych gruntów strukturalnych, Przegląd Geograficzny 2006 r., T. 78, z. 1, s. 91-107.